# Romanos IV Diogenes

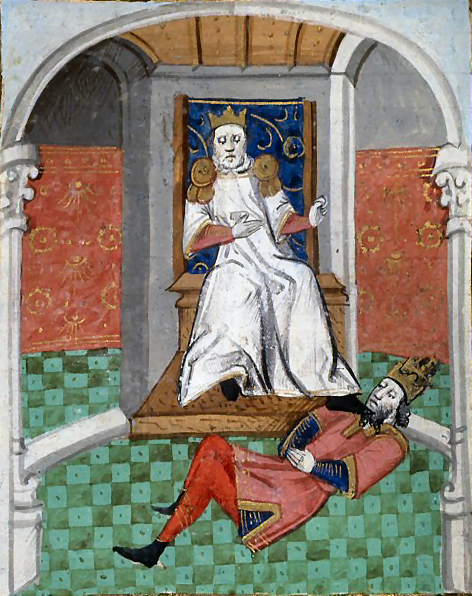
Alp Arslan onderwerpt Romanos IV Diogenes. (Afbeelding uit een 15e-eeuws handschrift)

Romanos IV Diogenes (ca. 1010 - Kınalıada, 1072), (Grieks: Ρωμανός Δ΄ Διογένης, Rōmanos IV Diogenēs), was Byzantijns keizer van 1067 tot 1071.

## Ouders
Romanos Diogenes was een zoon van Constantijn Diogenes (ca. 975 - ca. 1032) en van een nicht van keizer Romanos III Argyros, vermoedelijk de dochter van Basileios Argyros (bekleedde een aantal hoge militaire functies, ovl. ca. 1017). Constantijn was afkomstig uit Cappadocië en was een belangrijke militair. Tussen 1015 en 1025 had hij de Bulgaren onderworpen en werd daarna militair bevelhebber van Thessaloniki (stad). Omstreeks 1032 werd hij beschuldigd van samenzweren tegen keizer Romanos en vluchtte hij naar Illyrië. Constantijn werd gearresteerd maar kon zelfmoord plegen door van een toren te springen.

## Keizer
Romanos werd een succesvol generaal maar werd in 1067 gevangengezet op de beschuldiging dat hij keizer wilde worden ten koste van de wettige erfgenamen van keizer Constantijn X. Romanos kreeg de gelegenheid om Eudokia Makrembolitissa, de weduwe van Constantijn, te spreken en overtuigde haar dat ze met hem moest trouwen omdat hij als populaire generaal de belangen van haar kinderen het beste kon verdedigen. Eudokía begreep dat ze haar positie ten opzichte van haar machtige schoonfamilie alleen kon handhaven met een krachtdadige nieuwe bondgenoot. Romanos was een weduwnaar maar Eudokía had haar man een schriftelijke verklaring gegeven dat ze na zijn dood niet zou hertrouwen. Het voorgenomen huwelijk werd inzet van een hevig conflict aan het hof. De Doukas familie verzette zich uit alle macht maar Eudokía en Romanos kregen steun van hun tegenstanders, zoals Anna Dalassene. Eudokía was uiteindelijk in staat om de patriarch Johannes VIII en de Senaat te overtuigen dat het huwelijk van staatsbelang was, en werd zo ontheven van haar gelofte.
Door zijn huwelijk werd Romanos keizer van het Byzantijnse rijk. Zijn stiefzoons Michaël VII Doukas, Konstantios Doukas en Andronikos Doukas kregen alle drie formeel de titel van mede-keizer. Johannes Doukas, de broer van Constantijn, hield de leiding over het bestuur en spande zich in om de belangen van zijn neven te beschermen. Dit betekende dat hij op gespannen voet was met Romanos. De Varangische garde (een elite-eenheid van beroepssoldaten uit Engeland en Scandinavië) nam publiek stelling tegen het tweede huwelijk van Eudokía.
Voor Romanos was het duidelijk dat een oorlog de enige manier was om de onbetwiste keizer te worden.

### Oorlog tegen de Turken en de Arabieren - 1068/1069
In 1067 was de militaire staat van het Byzantijnse Rijk zorgelijk. Anatolië en delen van Syrië waren nog steeds in Byzantijnse handen maar de Arabieren oefenden steeds meer militaire druk uit op de Syrische gebieden. De Turken plunderden in de oostelijke provincies en hadden zelfs Kayseri (Caesarea Mazaca) geplunderd. Vorige keizers hadden het leger verwaarloosd. Het Byzantijnse leger bestond vooral uit slecht geoefende en slecht georganiseerde buitenlandse huurlingen.
Romanos had niet het geduld om het leger opnieuw op te bouwen. In 1068 trok hij naar Antiochië dat door de Arabieren uit Aleppo (stad) werd bedreigd. Onderweg kreeg hij echter nieuws dat de Turken Niksar hadden geplunderd. Met een betrekkelijk kleine bereden strijdmacht trok Romanos snel naar het noorden en kon het Turkse leger onderscheppen. De Turken werden op de vlucht gejaagd en moesten hun buit en gevangenen achterlaten. Na dit eerste succes sloot Romanos zich weer bij de hoofdmacht aan. Ze wisten de stad Manbij te veroveren. Manbij werd versterkt om als basis voor verdere acties tegen Aleppo te dienen. Verdere gevechten eindigden echter onbeslist totdat de invallende winter een einde maakte aan het campagneseizoen. Romanos keerde in januari 1069 terug naar Constantinopel.
Voordat Romanos aan de campagne van 1069 kon beginnen zat hij al diep in de problemen. Een eenheid Frankische huurlingen in het noordoosten van Anatolië ging muiten onder leiding van de Normandiër Crispin, vermoedelijk omdat ze niet werden betaald. Ze plunderden hun regio en vielen belastinggaarders aan. Crispin werd snel gevangengenomen maar de rust werd daarmee niet hersteld. Tegelijk waren de Turken alweer aan het plunderen in Cappadocië. Het kostte Romanos veel tijd om de Turken te verdrijven en die tijd had hij aan zijn nieuwe campagne willen besteden. Om niet nog meer tijd te verliezen liet hij alle gevangen om het leven brengen, zelfs een Turkse aanvoerder die een enorm losgeld wilde betalen. Dit keer wilde Romanos Ahlat veroveren. Hij trok zelf naar de stad maar liet het grootste deel van zijn leger achter om de zuidelijke grens te beveiligen. De Turken konden deze troepen echter verslaan en plunderden Konya (stad) (Iconium). In reactie hierop gaf Romanos het plan op om Ahlat te veroveren. In plaats daarvan begon hij aan een grootse tangbeweging. Hij liet de troepen uit Antiochië de bergpassen ten noorden van de stad bezetten. Zelf viel hij de Turken uit het westen aan en dreef ze naar deze passen. Het leek er even op dat Romanos een grote overwinning zou behalen maar uiteindelijk kon het Turkse leger naar Aleppo vluchten, met achterlating van hun buit en gevangenen. Na twee jaar oorlog had Romanos nog geen aansprekende successen behaald.

### In Constantinopel - 1070
Het volgende jaar ging Romanos niet zelf op campagne maar liet hij dat over aan Manuel Komnenos, de oudste zoon van Anna Dalassene. Manuel bereikte niet meer dan dat hij zelf gevangen werd genomen door de Turkse leider Khroudj. In gevangenschap overtuigde hij Khroudj om een bondgenootschap met Romanos te onderhandelen. Toen deze onderhandelingen met succes werden afgesloten was dat weer aanleiding voor Alp Arslan om het Byzantijnse Rijk aan te vallen. Alp Arslan veroverde de steden Manzikert en Archesh. Romanos bood hem aan om deze steden te ruilen voor Manbij.
Ondertussen werd Bari al twee jaar belegerd door de Normandiërs onder Robert Guiscard. De stad was het enige wat over was gebleven van de Byzantijnse bezittingen in Italië. Romanos had zich daar niet veel van aangetrokken maar besloot nu een vloot met versterkingen en voorraden te sturen. Deze vloot werd echter onderschept en verslagen door Rogier van Hauteville, de broer van Robert. Na deze mislukking was het een kwestie van tijd tot Bari zich moest overgeven (1071).
In Constantinopel voerde Romanos een strikte politiek van bezuinigingen door. Het hofceremonieel werd vereenvoudigd en de uitgaven van de hofhouding werden verlaagd. Salarissen van hoge beambten (in de praktijk vaak hoge edelen) werden verlaagd. Corruptie van beambten en van lokale bestuurders en bevelhebbers werd aangepakt. Zo groeide de weerstand onder de elite tegen Romanos. Tegelijk werd hij onpopulair onder het gewone volk omdat hij stevig bezuinigde op de wagenrennen.

### Campagne tegen de Turken - 1071
Terwijl de onderhandelingen met Alp Arslan werden voortgezet, trok Romanos met zijn leger naar Manzikert. Romanos' troepen maakten zich onderweg schuldig aan plunderingen. Toen Romanos de discipline strenger wilde handhaven begon een hele eenheid met Duitse huurlingen te muiten. Hij kon de muiterij onderdrukken maar de discipline in het leger bleef zwak.
Romanos trok zelf met de hoofdmacht naar Manzikert en zond een kleinere legermacht naar Ahlat. Hij kon Manzikert snel heroveren maar kreeg toen nieuws van de nadering van een Turks leger. Het leger dat hij naar Ahlat had gestuurd kon zich niet meer bij de hoofdmacht aansluiten omdat het door een ander Turks leger werd gedwongen naar het zuiden terug te trekken. Het leger van Romanos werd nog meer verzwakt toen sommige eenheden met Turkse huurlingen overliepen naar de Seldjoekse Turken.
Alp Arslan bood Romanos een gunstige vrede aan maar Romanos wilde een veldslag (en een overtuigende overwinning). Daardoor kwam het op 26 augustus tot de slag bij Manzikert. De slag verliep zonder dat een van beide kanten een beslissend voordeel kon halen, totdat aan de Byzantijnse kant een opdracht voor een tactische terugtrekking verkeerd werd begrepen. De achterhoede had deze terugtrekking moeten dekken maar Andronikos Doukas (niet de medekeizer maar zijn neef, zoon van de hoveling Johannes Doukas), aanvoerder van de Byzantijnse achterhoede, begreep ten onrechte dat de keizer was gedood en trok zich met zijn eenheden terug uit de veldslag. Zonder dekking kon de Byzantijnse hoofdmacht zich niet staande houden tegen de Turken. Na een felle strijd moest het Byzantijnse leger zich overgeven. De gewonde keizer werd gevangengenomen. Meteen al werd er getwijfeld aan de vergissing van Andronikos en werd hij beschuldigd van verraad. Na een publieke vernedering werd Romanos door Alp Arslan goed behandeld. Al snel werd er overeenstemming bereikt over een losgeld en werd Romanos vrijgelaten.

## Einde
Onder druk van Johannes Doukas en Michael Psellus verklaarde Michaël VII Doukas dat Romanos was afgezet. Eudokia werd verbannen naar een klooster. Romanos verloor een veldslag tegen de Doukas familie en trok zich terug in Adana (stad). Daar gaf hij zich over aan Andronikos Doukas onder voorwaarde dat zijn persoonlijke veiligheid zou worden gegarandeerd als hij vrijwillig zou aftreden. Voor hij in gevangenschap ging stuurde hij al zijn geld aan Alp Arslan, hoewel dit lang niet het overeengekomen losgeld was, als teken van zijn oprechte bedoelingen.
Hoewel keizer Michaël de voorwaarden van de overgave van Romanos had geaccepteerd, liet Johannes Doukas de ogen van Romanos uitsteken en verbande hem naar een klooster op Kınalıada. Zonder medische verzorging raakten de wonden van Romanos geïnfecteerd en hij stierf korte tijd later.

## Huwelijken en kinderen
Romanos was in zijn eerste huwelijk getrouwd met Anna (ca. 1015 - voor 1065), kleindochter van tsaar Ivan Vladislav van Bulgarije. Ze kregen de volgende kinderen:
- Constantijn (ca. 1045 - Antiochië, ca. 1074), gesneuveld in het leger, getrouwd met Theodora Komnene, dochter van Johannes Komnenos en Anna Dalassene. Ouders van Anna, getrouwd met Uroš I.
- een dochter, getrouwd met Malik Sjah I
- mogelijk een zoon die met een dochter van Alp Arslan zou zijn getrouwd.

Romanos en Evdokia kregen de volgende kinderen:
- Leo (ca. 1069 - ca. 1088). Verbannen met zijn moeder maar door Alexios I Komnenos benoemd tot bestuurder van Sparta. Vocht tegen de Normandiërs bij Durrës (stad) en sneuvelde tegen de Petsjenegen.
- Nikeforos (ca. 1070 - na 1094). Verbannen met zijn moeder maar door Alexios I Komnenos benoemd tot bestuurder van Cyprus (eiland). Kwam in 1094 in opstand, werd blind gemaakt en verbannen.